# Цыгане в Израиле
Цыгане в Израиле — цыганская община, насчитывающая несколько тысяч человек. Проживают, в основном, в Восточном Иерусалиме, а также в деревнях вокруг Иерусалима, в Иудее (около трёх тысяч) и в секторе Газа (около 12 тысяч).

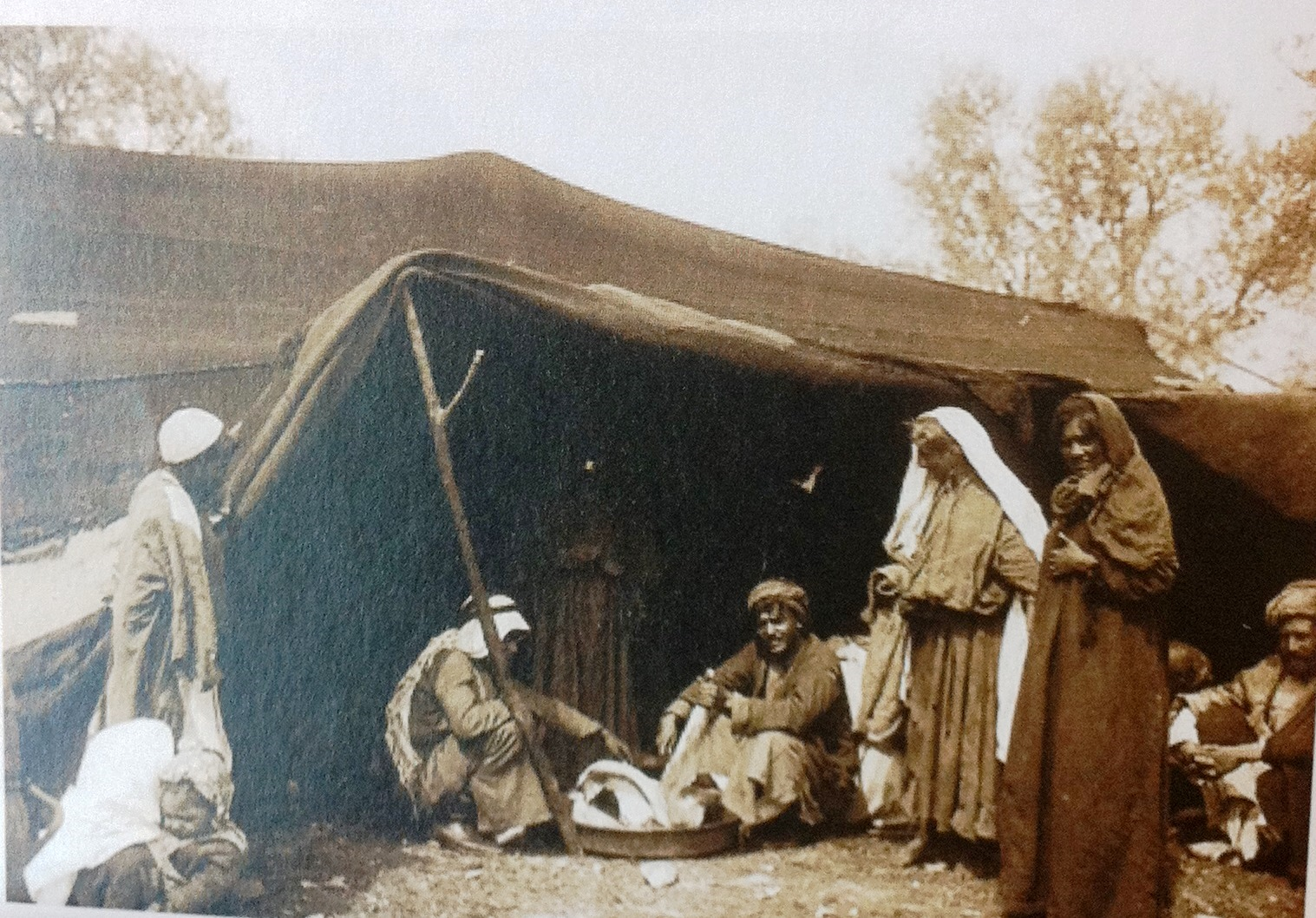
Цыганский шатер у Шхемских ворот в Иерусалиме

В Израиле присутствуют две группы цыган: дом и рома.

## Цыгане-дом
В Израиле и соседних странах проживают цыгане, известные как народ дом. По вероисповеданию дом мусульмане, говорят на одном из диалектов цыганского языка (язык домари), однако с 2000 годов родной язык большинства детей — арабский. Личные имена — арабские, однако у каждого есть цыганское имя.
До 1948 года в древнем городе Яффо, недалеко от Тель-Авива, существовала арабоязычная община дом, члены которой принимали участие в уличных театральных и цирковых представлениях. Они стали объектом пьесы «Цыгане Яффо» (ивр. הצוענים של יפו‎), последней из написанных Ниссимом Алони, известным израильским драматургом. Пьеса стала считаться классикой израильского театра.
Как и многие яффские арабы, большинство представителей этой общины покинули город по призыву соседних арабских стран. Потомки общины, как предполагают[кто?], теперь живут в секторе Газа, и неизвестно, до какой степени они сохраняют отдельную идентичность домари.
Известно о другой общине дом, существующей в Восточном Иерусалиме, члены которой обладают иорданским гражданством. В Израиле они имеют статус постоянных жителей. Всего община дом в Израиле насчитывает около двухсот семей, большинство из них из района Баб аль-Хута в Восточном Иерусалиме возле Львиных ворот. Члены общины живут в очень тяжёлых условиях: большинство из них безработные и существуют только за счёт пособий от израильского социального обеспечения, они не имеют образования, и часть из них не умеет ни читать, ни писать. Рождаемость у домари высокая, они женятся в раннем возрасте и только на членах своей общины, в том числе и на родственниках (в стремлении избежать ассимиляции и растворения), поэтому часть детей страдает наследственными болезнями, пороками или является инвалидами. В октябре 1999 года Амун Слим основала некоммерческую организацию «Домари: Общество цыган в Иерусалиме» с целью защиты имени общины,
В октябре 2012 года староста цыганского квартала Восточного Иерусалима обратился к мэру столицы Ниру Баркату с просьбой оказать содействие в получении его соотечественниками израильского гражданства. По его словам, цыгане гораздо ближе по своим взглядам к евреям, чем к арабам: они любят Израиль, а их дети хотели бы проходить службу в Цахаль. По словам лидера общины, израильские цыгане практически забыли свой язык и говорят по-арабски, при этом палестинцы и израильские арабы считают цыган людьми «второго сорта».

## Цыгане-рома
Известно, что некоторые восточноевропейские цыгане прибыли в Израиль в поздние 1940-е и ранние 1950-е годы из Болгарии. В начале XX века в Софии еврейские и цыганские кварталы находились в непосредственной близости, а с 1920-х и 1930-х годов всё чаще стали заключаться смешанные браки между цыганами и евреями, и таким образом ещё до Второй Мировой Войны  в Софии и в Дупнице возникла небольшая община под названием Жутане Рома (букв. «еврейские цыгане»). Костяк общины Жутане Рома составляли потомки еврейских женщин, вышедших замуж за принявших иудаизм цыганских мужчин. В Софии проживало более 100 цыганско-еврейских семей, которые в основном компактно проживали в районе Факультета на улице Средняя Гора. После Холокоста большинство из них уехало в Израиль, но несколько семей остались в Болгарии.
Помимо членов общины Жутане Рома из Болгарии, а также из Венгрии, Румынии и Польши в поздние 1940-е и ранние 1950-е годы прибыли в Израиль цыгане, вступившие в брак с евреями в лагерях для перемещённых лиц в период после Второй мировой войны, или в некоторых случаях, выдавшие себя за евреев, когда в эти лагеря прибыли представители Израиля в поисках евреев, переживших Холокост. Точное количество этих цыган в Израиле неизвестно, так как они имели тенденцию ассимилироваться в еврейском окружении. Согласно информации в израильской прессе, некоторые такие семьи в Израиле поют традиционные цыганские колыбельные и используют небольшое количество цыганских выражений, которые передают последующим поколениям, рождённым в Израиле. Их потомки практически являются евреями, родным языком для них является иврит.
Несмотря на то, что русскоязычные цыгане Израиля представляют собой всё многообразие цыганских этногрупп большой группы рома, проживавших по всей территории бывшего СССР, от Прибалтики до Средней Азии, в израильском быту они практически не отличаются от остальных русскоязычных граждан Израиля. Цыгане-рома и цыгане-домари в быту мало общаются из-за сильной культурной дивергенции.